# Grouchenka
Grouchenka  ou  Agraphena Alexandrovna Svetlova  (en russe : Гру́шенька (Аграфе́на Алекса́ндровна Светло́ва) est un personnage féminin important du roman de Fiodor Dostoïevski : « Les Frères Karamazov ». Elle est le sujet du désir du père Fiodor Karamazov et du fils aîné Dmitri Karamazov.
L'auteur ne décrit ni ses origines ni les premières années de sa vie. Nous savons seulement ce qu'on dit d'elle et qu'à ses 17 ans, un Polonais, un certain Pan Moussialovitch, aventurier et tricheur aux cartes, l'a trompée puis abandonnée. Un riche marchand, du nom de Samsonov, l'a sauvée de l'opprobre et de la misère et l'a installée à Skotoprigonievsk, le lieu de l'action du roman. Après quatre années de sa nouvelle vie « faite de sentimentalisme, de vexation, la pauvre orpheline devient une jolie femme, une beauté russe épanouie, au caractère fort et décidé, fière et arrogante, compétente en matière d'argent, introduite dans la société, prudente pour ses achats, et dont on disait à tort ou à raison qu'elle avait réussi à se mettre de côté un petit capital… »
Grouchenka se trouve au centre du drame qui a conduit au meurtre du père, Fiodor Karamazov et de la condamnation de son fils Dmitri.
Certains critiques littéraires pensent que la figure à l'origine du personnage de Grouchenka pourrait être Agrippine Ivanovna Menshova née en 1815, excellente amie de Dostoïevski. Mais le critique Nakamura songe plutôt à Marie l'Égyptienne, sainte chrétienne, patronne des femmes repenties. La maison de Grouchenka imaginée par l'écrivain se trouve à Staraïa Roussa (Skotoprigonevsk dans le roman), de l'autre côté de la rivière, sur la rive, presque en face de la maison de Dostoïevski devenue la Maison-musée Fiodor Dostoïevski.

## Les évènements du roman
Grouchenka est devenue une femme entretenue par le marchand Kouzma Samsonov, vis-à-vis duquel elle éprouve du ressentiment et se tient prête à lui rendre tout ce qu'il lui a offert.
Mais malgré le fait qu'elle le considère comme un homme désagréable, elle ne rompt pas complètement avec lui.
Cinq ans plus tôt, un officier polonais l'avait abandonnée. Ayant reçu des nouvelles inattendues de sa part, elle abandonne tout et part le rejoindre à Mokroïa. Mais finalement il ne répond pas à ses attentes et la rencontre se termine par des mots dédaigneux de la part de Grouchenka .

## Personnalité

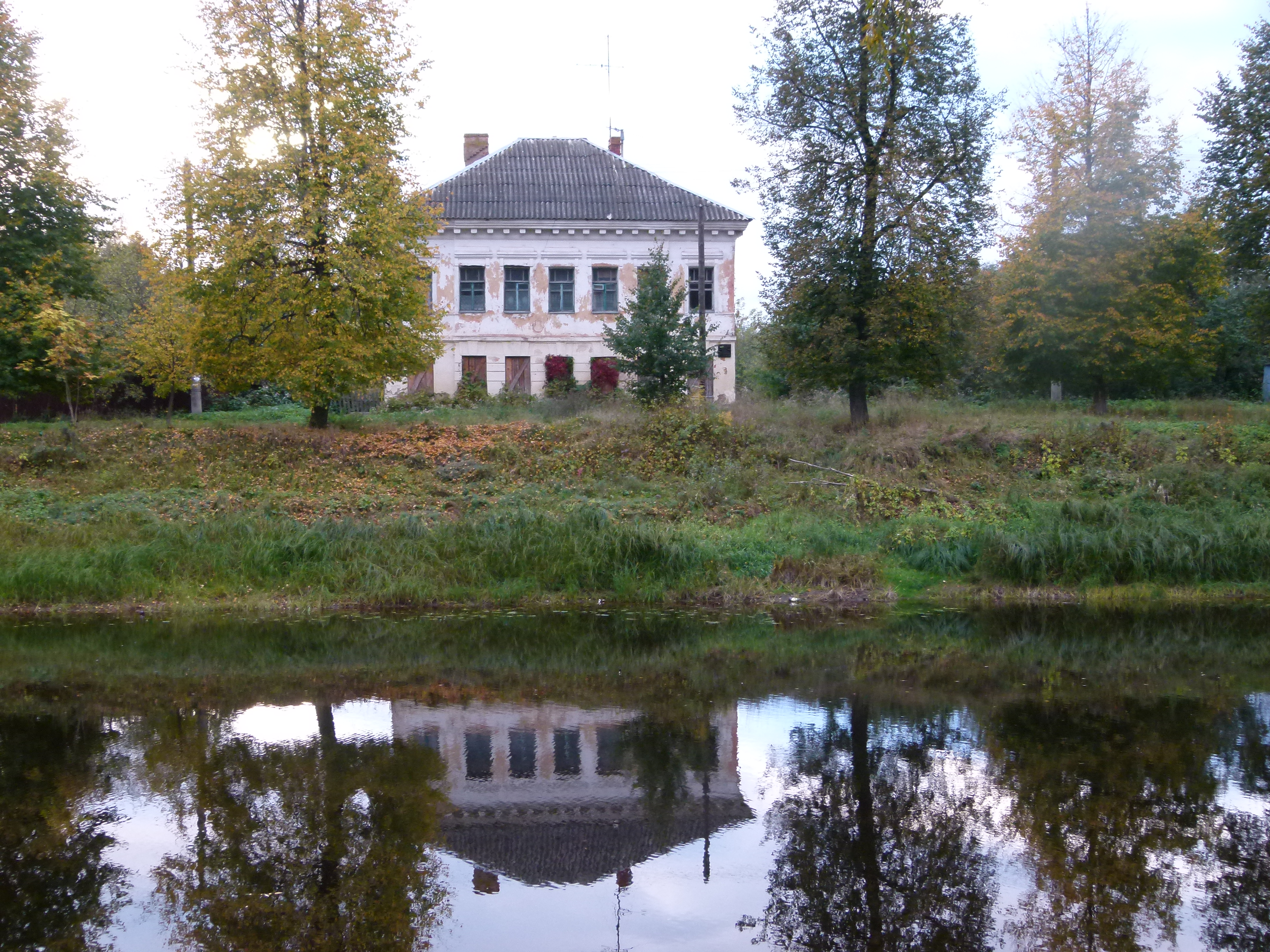
Maison de Grouchenka, dans la fiction du roman, au bord de la rivière à Staraïa Roussa (Skotoprigonevsk)

Le chercheur en littérature russe Kennoske Nakamura, qui étudie les œuvres de Dostoïevski depuis des années, classe Grouchenka dans le type des « femmes qui ont été humiliées durant leur jeunesse ». Mais elle sait se tenir et a un profond sentiment d'estime de soi. Elle est prête à faire face à ceux qui l'offensent, « avec, en elle, quelque chose de diabolique ».
Grouchenka est « un cœur pur et un esprit équilibré », « libérée et libertine », mais avec cela d'une certaine manière « pleine de piété ». Elle n'échafaude pas de « plans pervers ». C'est une femme « fière et sans arrière-pensées ».
La personnalité de Grouchenka est préservée de l'indifférence et de l'orgueil stupide. Elle apporte autour d'elle la tranquillité d'esprit.
Elle a en elle une force vitale indispensable, elle aime la lumière, l'esprit de décision. On voit dans son personnage une pureté qui l'empêche de faire quoi que ce soit de mal.

## Inspiration
Un des modèles de Dostoïevski pour créer le personnage pourrait être, selon Nakamoura, Marie l'Égyptienne, une sainte chrétienne, patronne des femmes repenties. Elle exerçait le métier de prostituée lorsqu'elle était à Alexandrie, mais arrivée à Jérusalem, elle fit pénitence pour ses fautes et consacra quarante-sept années à la prière pour son salut.

## Comparaison en peinture

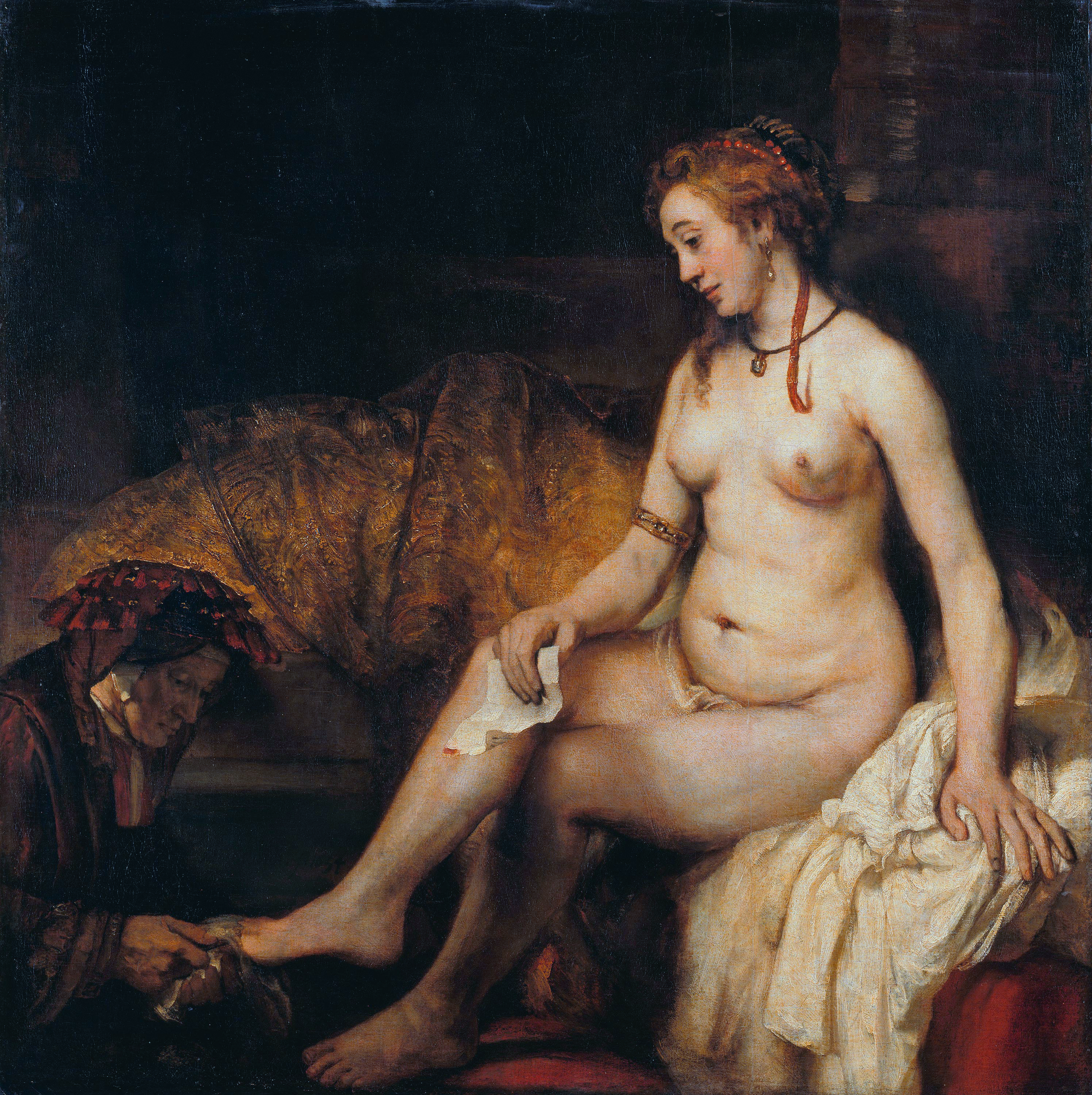
Rembrandt Harmensz. van Rijn. Bethsabée au bain tenant la lettre de David

« Hé bien, cette beauté nouvelle, elle reste identique dans toutes les œuvres de Dostoïevski : la femme de Dostoïevski (aussi particulière qu'une femme de Rembrandt) avec son visage mystérieux [...] n'est-ce pas toujours le même [...] Grouchenka, Nastasia, figures aussi originales, aussi mystérieuses, non pas seulement que les courtisanes de Vittore Carpaccio mais que la Bethsabée de Rembrandt.[...] » (Marcel Proust) ,.

## Grouchenka à l'écran
- 1931 — Anna Sten dans le film « Le meurtre de Dmitri Karamazov » (de:Der Mörder Dimitri Karamasoff)
- 1931 — Anna Sten dans le film « Les Frères Karamazov »
- 1958 — Maria Schell dans le film « Les Frères Karamazov (film, 1958) »
- 1968 — Pyrieva Lionella dans Les Frères Karamazov (film, 1969) d'Ivan Pyriev
- 2009 — Elena Liadova dans la série « Les Frères Karamazov »

## Le rôle de Grouchenka au théâtre
- Maria Germanova, 1910
- Maria Casarès, 1945
- Marina Orlova
- Ludmila Mikaël
- Alexandra Rebenok, 2013